# Брюль (футбольний клуб)
«Брюль» (нім. «Sportclub Brühl St. Gallen») — швейцарський футбольний клуб з міста Санкт-Галлен. Заснований 1901 року. Домашні матчі проводить на стадіоні «Пауль-Грюнінгер-Штадіон».

## Історія
Клуб заснований 27 березня 1901 року. З сезону 1910/11 став виступати у вищому дивізіоні Швейцарії і у сезоні сезоні 1914/15 став національним чемпіоном, що і досі залишається найбільшим досягненням в історії команди. У тому сезоні за команду грав і Пауль Грюнінгер, відомий у майбутньому Праведник народів світу.

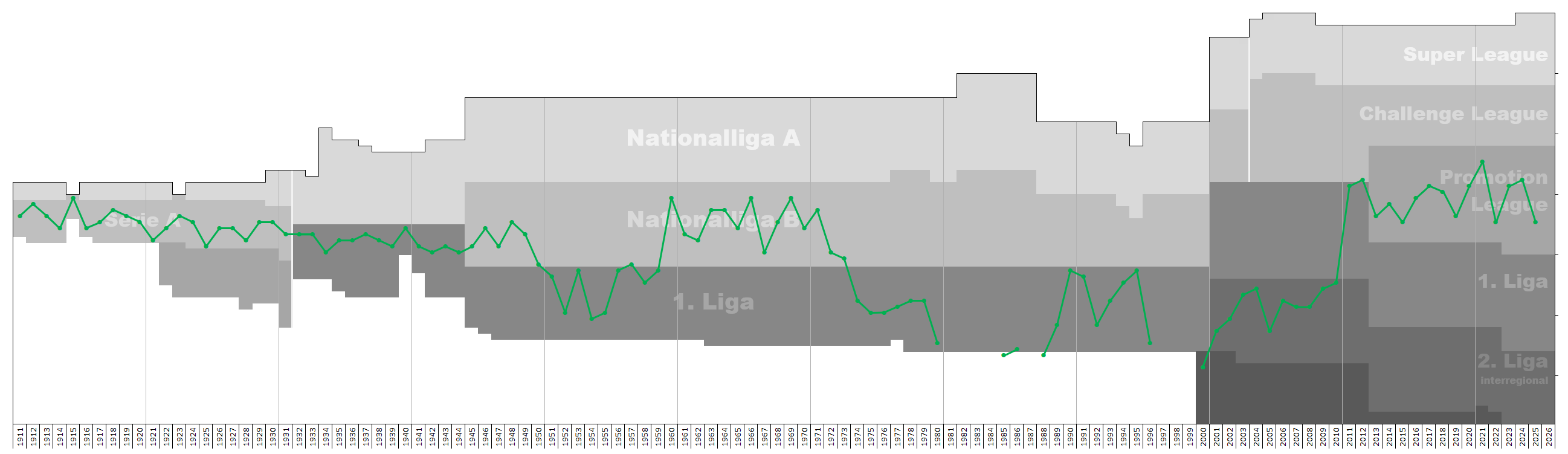
Статистика виступів клубу у чемпіонаті Швейцарії.

В наступні роки команда була середняком, поки 1931 року не покинула вищий дивізіон. В подальшому команда так жодного разу і не змогла повернутись до еліти, а 1950 року взагалі вилетіла до третього за рівнем дивізіону країни. Протягом 1960-х років команда знову недовго виступала у другому дивізіоні, після чого знову понизилась у класі, а з 1981 року з перервами тривалий час клуб грав навіть у четвертому за рівнем дивізіоні. 
У 2010 році команда виграла свою групу у четвертому дивізіоні, а в наступному сезоні 2010/11 виграла і третій дивізіон, заслуживши підвищення в Челлендж-лігу, другий за рівнем дивізіон країни (вперше з 1973 року). Втім там команда зайняда останнє 16-те місце і знову понизилась у класі.

## Досягнення
- Чемпіон Швейцарії: 1914/15